# Музей-садиба Назарія Яремчука
Музей-садиба Назарія Яремчука — музей народного артиста України, відомого співака Назарія Яремчука, що знаходиться в м. Вижниця.
Історія
Музей створений в батьківському домі, де пройшли дитинство і юність Назарія Яремчука. Музей створений його сестрою Катериною, і, названий нею на честь однієї з найвідоміших пісень співака — "Смерекова хата".
Будинок Яремчуків — це типово буковинський одноповерховий будинок з високим черепичним дахом, який розташований в центрі присілка Рівня.
Садиба збереглася майже в первісному своєму стані, замінено лише дах та прикріплено меморіальну табличку, яка засвідчує, що в цьому будинку народився і жив Назарій Яремчук. Неподалік і нині діє церква, де хрестили майбутнього співака.
За садибою доглядає старша сестра Катерина, яка проводить екскурсії в музеї.

## Експонати
В музеї можна побачити сімейні реліквії родини Яремчуків, меблі, фотографії та особисті листи співака, журнальні та газетні статті, зібрані друзями, однокурсниками, вчителями та музикантами, які розповідають про життєвий шлях Назарія Яремчука.
Відвідувачі можуть оглянути вишиванки співака, його сценічні костюми та святкову сорочку, вишиту маминою рукою старовинною технікою низинки.
Голос Назарія зустрічає гостей на порозі із записів, увімкнених на магнітофоні. З ґанку відвідувачі музею потрапляють у коридор. На стінах – афіші концертів співака та його дітей – Назарія, Дмитра та Марічки, колекція платівок з різних етапів творчості. Один з експонатів – футбольний м'яч. Назарій захоплювався спортом.
У спальні Назарія Яремчука — галерея родинних портретів. Батько – у військовому одязі австро-угорської армії. У вишиванці – мати. Брати – Богдан і Степан. Цінними експонатами є перші сценічні костюми Назарія 70-х років, які співак залишив в родинній оселі під час останнього візиту.
На горищі садиби збережені книги родини Яремчуків. Це унікальні "Основи хемії", 1910 року видання, "Українська енциклопедія", пробита кулями. Окрім цього, збереглися шкільні зошити учня восьмого класу школи-інтернату та зошити вже студента Чернівецького університету Назарія Яремчука.
В 2009 році відвідав музей Президент України Віктор Ющенко. За його сприяння видано щоденник, який Назарій Яремчук вів з 1977 року. Кожен день співак аналізував і описував. Записи з 10-15 червня 1995 року він об'єднав заголовком "Доки".

## Туристичні маршрути
Відвідувачам музею та усім бажаючим також пропонується відвідати пішохідну екскурсію "Назаровими Стежками". Загальна протяжність маршруту — 4-4.5 км. Тривалість — 4 години.